# Grangermont
Grangermont település Franciaországban, Loiret megyében. Lakosainak száma 177 fő (2022. január 1.). Grangermont Échilleuses, La Neuville-sur-Essonne, Ondreville-sur-Essonne, Puiseaux és Bromeilles községekkel határos.

## Népesség
A település népességének változása:
| Lakosok száma | 209  | 168  | 171  | 207  | 204  | 197  | 193  | 193  | 188  | 177  |
|               | 1968 | 1982 | 1990 | 2006 | 2013 | 2015 | 2017 | 2019 | 2020 | 2022 |